# Länsmansexamen
Länsmansexamen var i Sverige förr en prövning, som person, vilken ej avlagt juridisk examen, genomgick inför länsstyrelse för vinnande av kompetens att bli kronolänsman. Den, som avlagt studentexamen, befriades från de eljest stadgade skriv- och räkneproven. Från 1918 ersattes denna examen med landsfiskalsexamen, i vilken kompetensfordringarna skärptes.